# Roy Simmons
Roy Franklin Simmons (* 8. November 1956 in Savannah, Georgia; † 20. Februar 2014 in New York City) war ein US-amerikanischer American-Football-Spieler auf der Position eines Guards. Er spielte für die New York Giants und die Washington Redskins in der National Football League (NFL). Simmons stand 1984 mit den Washington Redskins im Super Bowl.
Roy Simmons spielte College Football am Georgia Institute of Technology. Er wurde von den New York Giants in der achten Runde der NFL Draft 1979 ausgewählt. Nach der Saison 1983 erreichte er mit den Washington Redskins den Super Bowl XVIII, in dem die Redskins den Los Angeles Raiders mit 9:38 unterlagen.
1992 hatte Simmons sein Coming-out in der Phil Donahue Show. In seiner Autobiographie Out of Bounds schreibt Simmons über Prostitution, Promiskuität und Missbrauch und Abhängigkeit von Drogen.
Simmons war nach David Kopay (1975) der zweite NFL-Spieler, der offen zu seiner Homosexualität stand.

## Werke von Simmons
- Out of bounds : coming out of sexual abuse, addiction, and my life of lies in the NFL closet, Autobiographie (gemeinsam verfasst mit Damon diMarco), ISBN 978-0-7867-1909-9